# Brumlow Top
Brumlow Top är en bergstopp i Australien. Den ligger i kommunen Gloucester Shire och delstaten New South Wales, i den sydöstra delen av landet, omkring 210 kilometer norr om delstatshuvudstaden Sydney. Toppen på Brumlow Top är 1 597 meter över havet.
Brumlow Top är den högsta punkten i trakten. Runt Brumlow Top är det mycket glesbefolkat, med 3 invånare per kvadratkilometer.. Det finns inga samhällen i närheten. 
I omgivningarna runt Brumlow Top växer i huvudsak städsegrön lövskog. Genomsnittlig årsnederbörd är 1 103 millimeter. Den regnigaste månaden är februari, med i genomsnitt 195 mm nederbörd, och den torraste är maj, med 39 mm nederbörd.